# Avioportolano
Il termine Avioportolano  è composto dalla parola "Avio" (dal latino avis, uccello) e da "portolano" (da portus, porto) e indica il volume contenente informazioni utili per la navigazione aerea da diporto relative ad aeroporti, aviosuperfici e piste di volo da diporto. Tale termine è stato coniato e registrato presso l'Ufficio Italiano Brevetti e Marchi nel 1995 con la pubblicazione della prima edizione del volume (Guido Medici, Avioportolano '95/'96 – Guida al volo turistico e sportivo, Pegaso Edizioni, Venezia, 1995) ed è entrato presto a far parte del linguaggio corrente dei piloti. L'edizione di Avioportolano Italia ha cadenza biennale e pubblica i dati raccolti con specifici censimenti estesi all'intera rete degli approdi aerei, utilizzando fonti proprie di rilevamento, con il patrocinio della Presidenza del Consiglio – Dipartimento per lo Sviluppo e la competitività del turismo, del Ministero delle Infrastrutture e dei Trasporti e dell'Aero Club d'Italia.

## Storia e contenuti
Nell'Avioportolano si trovano i dati aggiornati di oltre 550 strutture per l'approdo aereo italiane con informazioni tecniche relative a dimensione e caratteristiche delle piste, posizione geografica, orientamento, circuiti, contatti nonché informazioni relative alle modalità di avvicinamento, attenzioni e regole da seguire con mappe di riferimento in scala 1:250.000, planimetrie delle piste e delle strutture annesse e informazioni di carattere turistico ricettivo.
La pubblicazione di Avioportolano, curata dall'autore Guido Medici, è stata stimolata dal proliferare delle piste di volo da diporto e dal crescente sviluppo dei velivoli ultraleggeri a seguito dell'emanazione in Italia della legge 106 del 1985 Disciplina del volo da diporto o sportivo. A tali apparecchi la legge italiana vietava all'epoca l'uso degli aeroporti (esclusivamente utilizzabili dagli aerei dell'aviazione generale) e, nella necessità di dover disporre di diverse e specifiche aree di approdo, si è avuto in Italia un eccezionale incremento di piste di volo private classificate come "aviosuperfici" e "campi di volo" non monitorate dall'Ente Nazionale Aviazione Civile (ENAC) e non pubblicate (se non in parte) nell'AIP Italia (Aeronautical Information Publication). Avioportolano ha colmato il vuoto informativo in questo particolare comparto dando avvio, tra il 1987 e il 1989, al primo "Censimento Nazionale delle Strutture per l'Aviazione Leggera" al quale sono seguiti i successivi con cadenza biennale l'ultimo dei quali è stato completato a fine dicembre 2007.
L'incremento delle piste private in Italia, dal 1987 al 2007 è stato del 1.700% per le aviosuperfici (dati Avioportolano Italia – Confronto censimenti 1987/1997/2007) e Avioportolano svolge oggi un'attività di monitoraggio costante su oltre 550 piste avvalendosi della propria rete di collaboratori e rilevatori e svolgendo una costante attività di verifica e aggiornamento dei dati. Il panorama informativo della geografia delle strutture per l'aviazione leggera presente in Italia è completato da Avioportolano Italia con la pubblicazione biennale di un'apposita cartografia aeronautica per il volo da diporto in scala 1:500.000 estesa a tutto il territorio italiano che utilizza la base cartografica dell'Istituto Geografico De Agostini di Novara. In tale cartografia sono riportate tutte le informazioni aeronautiche per il diporto aereo. Dal 1987 al 2007 Avioportolano Italia è stato pubblicato in otto edizioni passando da poco più di 100 pagine a oltre 600.

## Cronologia
1985: viene emanata la legge 106 “Disciplina del volo da diporto o sportivo” che regola il volo con apparecchi ultraleggeri non rientranti nel codice della navigazione aerea.
1987: nasce la rivista IL VOLO, diretta da Guido Medici, all'interno della quale, per la prima volta, vengono pubblicate mensilmente delle schede informative relative alle aviosuperfici e ai campi di volo privati presso i quali possono atterrare e decollare i velivoli da diporto di cui alla legge 106.
1991: le schede vengono raccolte nella pubblicazione Guida al volo da diporto (Guido Medici, Pegaso Edizioni, Venezia 1991)
1992: la rivista IL VOLO organizza il primo convegno nazionale sul settore del volo da diporto durante il quale vengono gettate le basi per la realizzazione di strumenti informativi propri per il volo a diporto. Per la prima volta viene affrontato il tema del volo all'interno degli spazi aerei controllati e presentata una proposta per la realizzazione di una specifica cartografia aeronautica VFR per il diporto aereo. Da questo momento prende concretamente avvio la nuova politica della rivista IL VOLO che estende il proprio campo di interesse su tutte le principali tematiche del volo da diporto.
1993: Guido Medici cura la realizzazione della prima cartografia delle piste di volo per il diporto aereo tematizzando la base cartografica ufficiale del Centro Servizi Informazioni Geotopografiche dell'Aeronautica Militare Italiana (CIGA) che autorizza la sovrastampa e la divulgazione del materiale informativo raccolto.
1994: viene siglato tra la rivista IL VOLO e il Touring Club Italiano un importante accordo che permetterà la pubblicazione di una nuova cartografia aeronautica per il diporto aereo costituita da otto titoli regionali in scala 1:200.000 e due titoli nazionali in scala 1:400.000 che coprono tutta Italia. Contestualmente viene avviato da Guido Medici il primo "Censimento Nazionale delle Strutture per l'Aviazione Leggera".
1995: i risultati del censimento vengono pubblicati nella prima edizione nazionale di Avioportolano Italia - Guida al volo turistico e sportivo '95/'96 (Guido Medici – Pegaso Edizioni – Venezia 10 aprile 1995 – 239 pp). Nello stesso anno, Guido Medici in qualità di direttore della rivista IL VOLO, sigla un accordo con l'Istituto Geografico De Agostini di Novara per la pubblicazione di nuova cartografia aeronautica per il volo da diporto in scala 1:500.000.
Avioportolano Italia si fa inoltre promotore della costituzione della FISAL (Federazione Italiana delle Strutture per l'Aviazione Leggera) che viene fondata con atto notarile il 20 ottobre 1995.
1996: a settembre del 1996 prende il via il "II Censimento Nazionale Per le strutture per l'Aviazione Leggera".
1997: i risultati del censimento vengono pubblicati il 25 marzo 1997 nella seconda edizione Avioportolano '97/'98– Guida al Volo a motore turistico e sportivo (Guido Medici, Pegaso Edizioni, Venezia, 1997) e nella nuova cartografia per il volo da diporto su base cartografica De Agostini in scala 1:500.000 per tutto il territorio nazionale e quattro titoli regionali in scala 1:250.000.
1998: tra settembre e dicembre 1998 viene condotto il "III Censimento Nazionale delle Strutture per l'Aviazione Leggera" e il primo "Censimento dei punti di decollo di Volo Libero". Viene inoltre concluso un importante accordo con la società ASA srl per estendere il campo di interesse informativo di Avioportolano alle strutture aeroportuali.
1999: per Avioportolano è un anno importante e, da singolo volume, si trasforma in collana editoriale con la contemporanea pubblicazione di:
- Avioportolano Italia '99/2000 Volume 1 – Guida al volo turistico e sportivo (Guido Medici – Pegaso Edizioni – Venezia 1999 – 247 pp). Edizione che riporta, per la prima volta in Italia, i risultati statistici comparati dei censimenti condotti;
- Avioportolano Italia '99/2000 Volume 2 – Guida al volo VFR (ASA srl e G. Medici– Pegaso Edizioni – Venezia 1999 – 240 pp).
- Avioportolano Italia '99/2000 Volume 3 – Guida alla navigazione GPS per i voli VFR in Italia settentrionale (ASA srl e G. Medici– Pegaso Edizioni – Venezia 1999 – 247 pp).
- Avioportolano Italia '99/2000 Volume 4 – Guida nazionale al volo libero (G. Medici– Pegaso Edizioni – Venezia 1999 – 252 pp). Tale volume riporta i risultati del censimento dei punti di decollo di volo libero.

Nello stesso anno l'attività di Avioportolano Italia ottiene il patrocinio della Presidenza del Consiglio – Dipartimento per il Turismo, del Ministero dei Trasporti e della Navigazione Aerea, dell'Aero Club d'Italia, della Federazione Italiana Volo Libero e della Federazione Italiana delle Strutture per l'Aviazione Leggera.
2000: il successo dell'edizione e l'esaurimento della tiratura obbliga a una ristampa del primo volume;
2001: tra settembre e dicembre 2001 viene condotto il “IV Censimento Nazionale delle Strutture per l'Aviazione Leggera” con il Patrocinio della Presidenza del Consiglio – Dipartimento per il Turismo, del Ministero dei Trasporti e della Navigazione Aerea, dell'Aero Club d'Italia, della Federazione Italiana Volo Libero e della Federazione Italiana delle strutture per l'Aviazione Leggera.
2002: nel febbraio 2002 viene pubblicata la quinta edizione Avioportolano Italia 2002 – Guida al volo turistico e sportivo (Guido Medici, edizioni EIL System, Venezia 2002, 350 pp) e la nuova edizione della cartografia aeronautica per il diporto aereo utilizzando per la prima volta il data base proveniente dalla National Imagery and Mapping Agenc (NIMA) of the United Department of Defence (DOD) completato da dati AIP in collaborazione con ASA srl. Le piste censite da Avioportolano Italia sono oltre 480.
2003: da settembre a dicembre 2003 viene avviato il "V Censimento Nazionale delle Strutture per l'Aviazione Leggera".
2004: a febbraio 2004 esce Avioportolano Italia 2004/2005 – Guida al volo turistico e sportivo (Guido Medici – Ed. EIL Systems – Venezia 2004 – 428 pp)
Nello stesso anno viene avviato da Guido Medici il "Progetto Italia In Volo" con l'obiettivo di fotografare tutte le piste di volo da diporto italiane e costituire uno specifico Data Base fotografico per l'individuazione e la divulgazione di itinerari avioturistici.
2005: il primo risultato del "Progetto Italia In Volo" è la pubblicazione del volume Point To Point – Con la testa tra le nuvole e i piedi per terra – Itinerari turistici aerei tra Veneto, Emilia-Romagna, Toscana, Liguria, Sardegna (Guido Medici - Coedizione delle regioni Sardegna, Emilia-Romagna, Liguria, Toscana, Veneto nell'ambito del progetto interregionale Point To Point finanziato con art.5 legge 135/2001 – Venezia Luglio 2005-168 pp) il volume viene tradotto e pubblicato anche in lingua inglese e distribuito gratuitamente in Italia e in Europa per la promozione del turismo aereo. Tra settembre e dicembre 2005 viene avviato e concluso il "VI censimento Nazionale delle Strutture per l'Aviazione Leggera"
2006: Avioportolano si impegna nel progetto Italia In Volo e nella realizzazione di proprie mappe geografiche in sala 1:250.000 con il posizionamento delle piste rispetto al reticolo stradale. Per la prima volta l'edizione Avioportolano Italia 2006/2007 – Guida al volo turistico e sportivo (Guido Medici- Ed EIL Systems – Venezia 2006 450 pp) esce completamente a colori e con il 50% delle piste fotografate.
2007: Il programma Italia in Volo e il monitoraggio fotografico viene completato e il data base raccolto ammonta a oltre 45.000 fotografie del territorio italiano georeferenziate e classificate. Tra settembre e dicembre 2007 viene completato il "VII Censimento delle Strutture per l'Aviazione Leggera".
2008: a febbraio 2008 esce il volume Avioportolano Italia 2008/2009 – Guida al volo Turistico e Sportivo (Guido Medici – Ed. EIL Systems – Venezia 2008 – 520 pp) al quale per la prima volta viene abbinato un nuovo volume Italia In Volo - Aeroguida turistica e gastronomica – Itinerari Aerei, luoghi, alberghi, ristoranti con oltre 140 ristoranti e agriturismo censiti e monitorati da Avioportolano Italia con itinerari turistico gastronomici. Avioportolano viene pubblicato anche in versione elettronica per Pocket PC in collaborazione con ASA srl.
Nel secondo semestre dello stesso anno Avioportolano Italia elabora il "Progetto Avioturismo Italia"
2009: viene organizzato a Roma, presso la Casa dell'Aviatore, il 14 marzo 2009 il convegno nazionale per la presentazione e l'apertura del "Progetto Avioturismo Italia – Il ruolo degli aeroporti minori e delle piste private come “Scali Avioturistici” per lo sviluppo del turismo e del territorio"

## Banca Dati Avioportolano Italia
Copyright ai sensi del D. Lgs.vo 6 maggio 1999, n. 169, attuativo della direttiva 96/9/CE relativa alla tutela giuridica delle banche dati
- 1)       Indirizzario completo e aggiornato in regola con le disposizioni legislative vigenti in materia dei gestori delle piste di volo private, referenti tecnici e collaboratori
- 2)       Cartografia nazionale e regionale aggiornata relativa alle disposizioni normative per la navigazione aerea VFR in formato vettoriale. I dati cartografici di base contengono le seguenti informazioni:
  - a)      Confini di stato e amministrativi
  - b)      Centri abitati primari
  - c)       Rete stradale primaria
  - d)      Linee di costa, laghi e fiumi
  - e)       Orografia DTM (Digital Terrain Model)

Le informazioni aeronautiche contenute nella cartografia includono:
- a)      Aeroporti ed Eliporti
- b)      Aviosuperfici private
- c)       Campi di volo privati
- d)      Spazi aerei controllati (CTR, ATZ)
- e)       Zone Proibite, Regolamentate e Pericolose (PRD)
- f)        Radioassistenze (NDB, VOR, DME, TACAN)
- g)      Rotte e disposizioni VFR

Le informazioni aeronautiche e la relativa cartografia vettoriale sono derivati dal database AvioData sulla base dei dati distribuiti da Eurocontrol (EAD – European AIS Database)  ed opportunamente integrati in base alle informazioni pubblicate nell'AIP nazionale (Aeronautical Information Publication).
- 3)       Ubicazione georeferenziata di Aviosuperfici e campi di volo privati presenti nel territorio regionale corredata da analisi informativa dell'esistente:
  - a)      caratteristiche tecniche (dimensioni piste, attività, riferimenti telefonici, siti web, ostacoli, disposizioni per avvicinamenti in volo, praticabilità, hangar);
  - b)      attività didattica, discipline praticate e associazioni presenti;
  - c)       presenza/assenza di attività di protezione civile e relative convenzioni;
  - d)      ditte presenti e attività commerciali;
  - e)       servizi tecnici e logistici;
  - f)        servizi turistici e strutture ricettive per soggiorno e ristorazione;

Le informazioni sono raccolte attraverso Censimento Nazionale con cadenza biennale con il Patrocino del Dipartimento per lo Sviluppo e la Competitività del Turismo della Presidenza del Consiglio dei ministri, Ministero delle Infrastrutture e trasporti, Aero Club d'Italia e monitoraggio trimestrale di aggiornamento;
- 4)       mappe con ubicazione della pista in relazione al tessuto viario e abitativo in scala 1:250.000
- 5)       rilievi planimetrici georeferenziati delle piste in scala 1:10.000 con identificati servizi, hangar, piste di raccordo, parcheggi, ostacoli e servizi alla navigazione;
- 6)       ubicazione, caratteristiche, servizi presenti, riferimenti telefonici e informazioni di qualità sulle strutture ricettive (agriturismo, ristoranti e alberghi) raggiungibili in volo;
- 7)       fotografie aeree georeferenziate delle piste con circa 8 immagini per ogni struttura con angoli di ripresa relativa a 360° attorno al centro pista alla quota media di 500 ft AGL. Le immagini identificano le strutture di approdo dai seguenti punti di vista: in allineamento con le due testate; a 90° rispetto all'asse della pista sui tratti di sottovento del circuito di atterraggio; a 45° rispetto all'asse pista su entrambe le direzioni in ingresso al circuito;
- 8)       45000 fotografie aeree digitali georeferenziate del territorio italiano ad alta risoluzione raccolte in uno specifico Data Base associato alle seguenti specifiche:
  - a)      Coordinate e data di ripresa
  - b)      Regione
  - c)       Provincia
  - d)      Comune
  - e)       Aree speciali (parchi naturali)
  - f)        Attributi di categoria di appartenenza e di dettaglio (orografia, edifici, case rurali, monumenti, aree boschive ecc...)